# Boveycantharis
Boveycantharis es un género de coleópteros polífagos de la familia Cantharidae, subfamilia Cantharinae, tribu Cantharini.

## Especies
Las especies de este género son:
- Boveycantharis akschehirensis
- Boveycantharis desertlcola
- Boveycantharis dimidiatipes
- Boveycantharis funesta
- Boveycantharis hetitica
- Boveycantharis holzschuhi
- Boveycantharis mersinensis
- Boveycantharis olympieus
- Boveycantharis phoeniciensis
- Boveycantharis rufimana
- Boveycantharis rufimanoides
- Boveycantharis tatvanensis
- Boveycantharis tauricola
- Boveycantharis tokatensis